# Las Regueras (León)
Las Regueras es una comarca tradicional de la provincia de León en España. Está formada por parte del actual ayuntamiento de Villaquilambre. La comarca está a escasos kilómetros de la capital.
En la comarca de las Regueras, el paisaje es el típico de un páramo con suaves cerros, situada al margen izquierdo del río Torío antes de su paso por la capital. Históricamente el término se vincula a la Hermandad de las Regueras, uno de aquellos movimientos populares nacidos para la defensa de los más débiles núcleos rurales frente a los cabildos urbanos.

## Poblaciones
| Navatejera                    |
| Villamoros de las Regueras    |
| Villaobispo de las Regueras   |
| Villarrodrigo de las Regueras |

## Municipios
| Municipios     | Habitantes (2011) | Superficie (km²) | Densidad (hab/km²) |        |
| Villaquilambre | 18.023            | 52,69            | 342,06             |        |
|                | Total             | 18.023           | 52,69              | 342,06 |
| -------------- | ----------------- | ---------------- | ------------------ | ------ |